# Aborted
Aborted is een  metalband uit België, opgericht in 1995 in Beveren-Leie, die een mengeling van grindcore en deathmetal speelt. De groep heeft onder meer getoerd met Cryptopsy, Morbid Angel en vele andere. Ze speelden ook al onder meer op gerenommeerde metalfestivals als Graspop en Wacken. Momenteel staan ze onder contract bij Century Media Records.

## Leden

### Huidige leden
- Sven de Caluwé - zang
- Dan Konradsson - gitaar
- Ian Jekelis  - gitaar
- Ken Bedene - drums

### Voormalige leden
- Sven Jansens - basgitaar (2007-2009)
- Olivia Scemama - basgitaar
- Frederik Vanmassenhove - basgitaar
- Koen Verstraete - basgitaar
- Stephane Soutreyard - gitaar
- Jess Moyle - gitaar
- Thijs/Tace De Cloedt - gitaar
- Bart Vergaert - gitaar
- Niek Verstraete - gitaar
- Christophe Herreman - gitaar
- Gilles Delecroix - drums
- Dirk Verbeuren - drums
- Frank Rosseau - drums
- Steven Logie - drums
- Kurt Van den Eynden - drums
- Dan Wilding - drums
- Peter Goemaere - gitaar
- Mendel bij de Leij - gitaar

## Discografie
| Datum | Album                                       |
| ----- | ------------------------------------------- |
| 1998  | The Necroterous Chronicles (demo tape)      |
| 1999  | The Purity of Perversion                    |
| 2000  | Aborted (split cd met Christ Denied)        |
| 2001  | Engineering the Dead                        |
| 2002  | Created to Kill (4-way split cd)            |
| 2003  | Goremageddon - The Saw And The Carnage Done |
| 2004  | The Haematobic EP                           |
| 2005  | The Archaic Abattoir                        |
| 2007  | Slaughter and Apparatus                     |
| 2008  | Strychnine.213                              |
| 2010  | Coronary Reconstruction                     |
| 2012  | Global Flatline                             |
| 2014  | The Necrotic Manifesto                      |
| 2016  | Retrogore                                   |
| 2018  | TerrorVision                                |
| 2021  | ManiaCult                                   |
| 2024  | Vault Of Horrors                            |

## Foto's

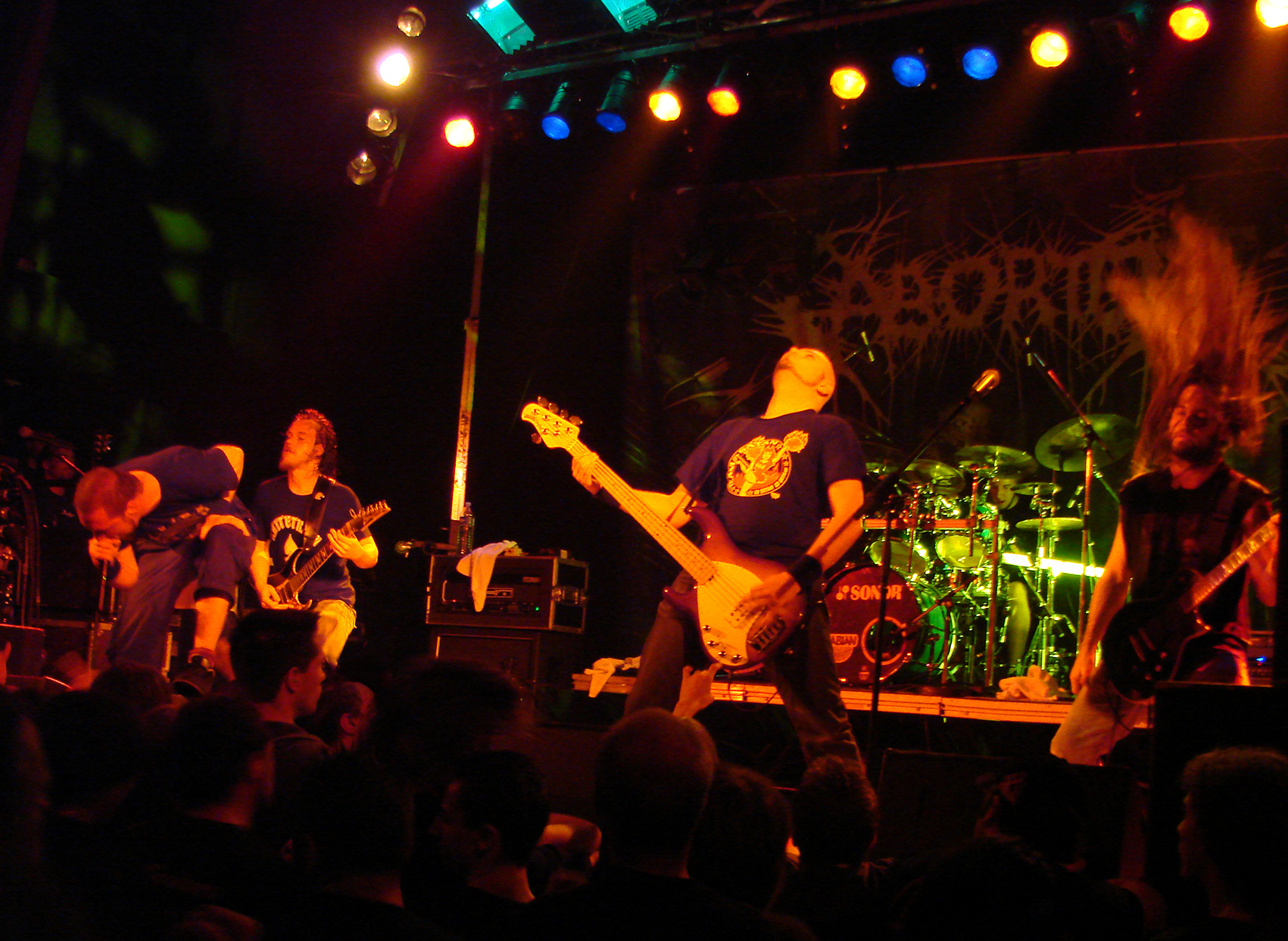
2007
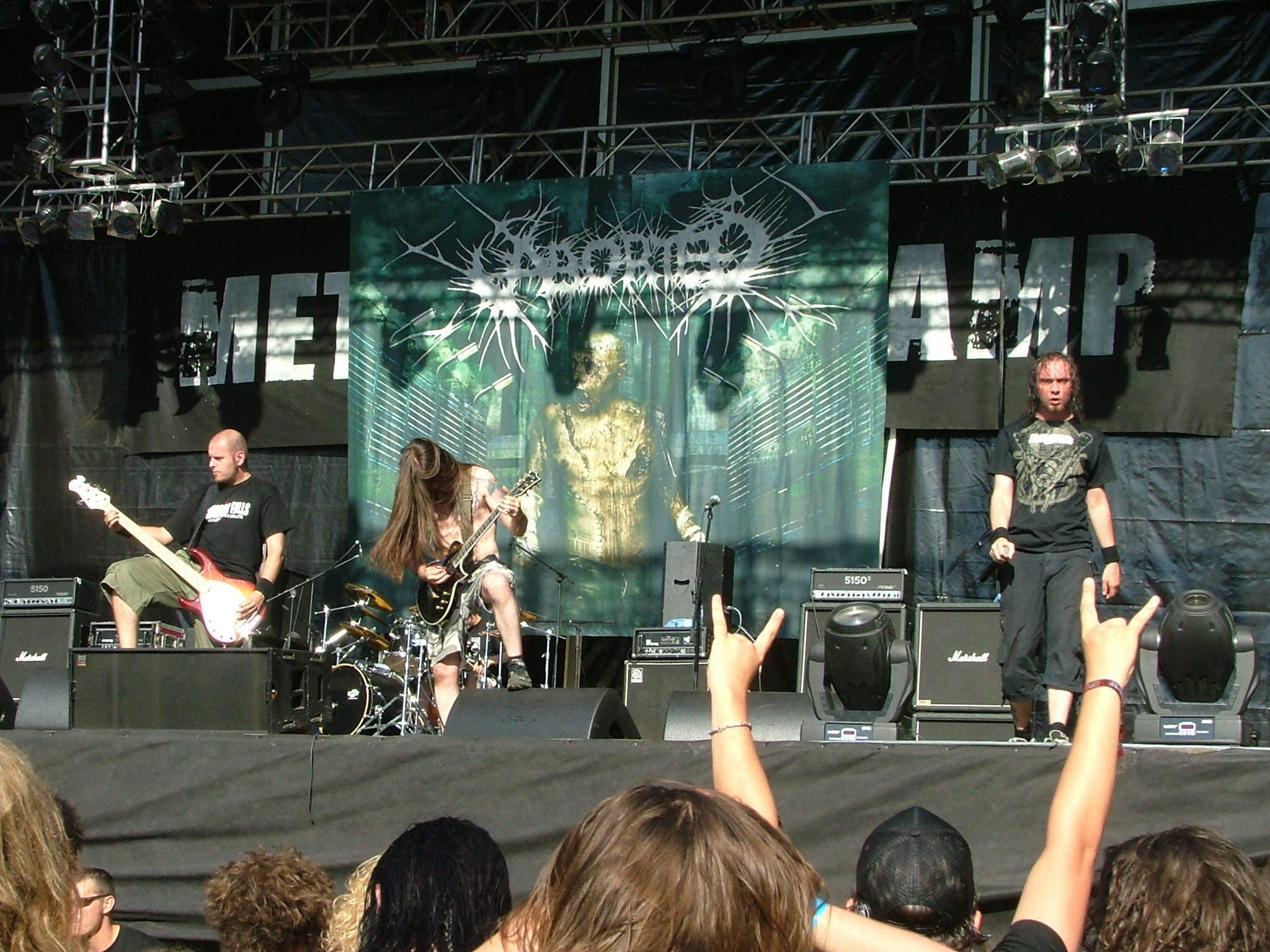
2007
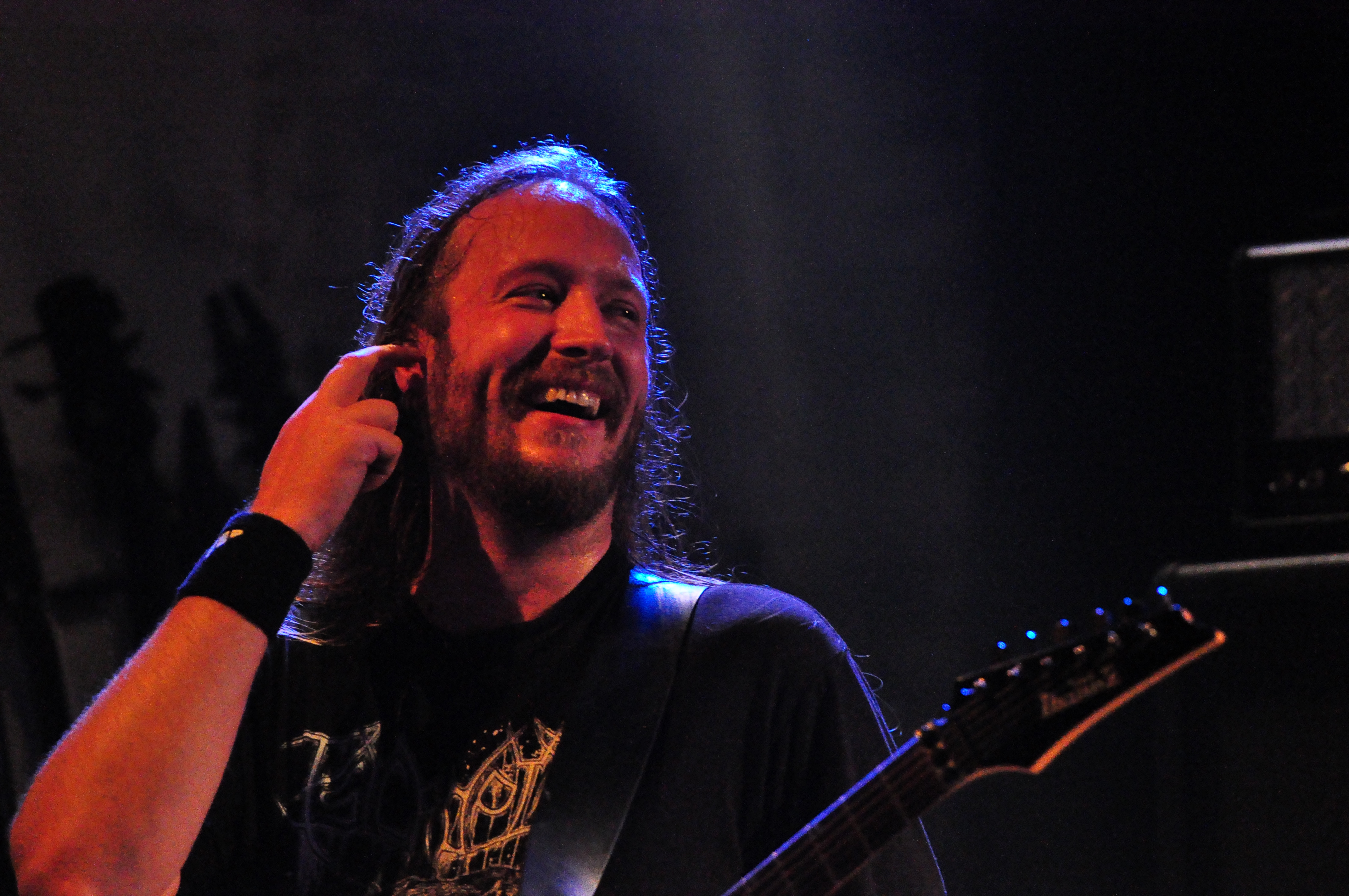
2012